# Cascera bella
Cascera bella är en fjärilsart som beskrevs av Bethune-Baker 1904. Cascera bella ingår i släktet Cascera och familjen tandspinnare. Inga underarter finns listade i Catalogue of Life.